# Distrito electoral federal 2 de Guanajuato
El II Distrito Electoral Federal de Guanajuato es uno de los 300 distritos electorales en los que se encuentra dividido el territorio de México para la elección de diputados federales y uno de los 15 en los que se divide el estado de Guanajuato. Su cabecera es la ciudad de San Miguel de Allende.
Desde la distritación de 2017, el distrito se forma con el territorio de los municipios de San Miguel de Allende, Celaya, Comonfort y San José Iturbide.

## Distritaciones anteriores

### Distritación 1996 – 2005
Entre 1996 y 2005 el Segundo Distrito tenía un territorio mucho más amplio hacia el noreste del estado de Guanajuato, además de los actuales cinco municipios que lo conforman, formaban parte de él los de Atarjea, San Luis de la Paz, Santa Catarina, Victoria y Xichú.

### Distritación 2005 - 2017
En la distritación de 2005, el Segundo Distrito Electoral de Guanajuato se localizó en la zona este del estado, formado por los municipios de San Miguel de Allende, Comonfort, Doctor Mora, San José Iturbide y Tierra Blanca.

## Diputados por el distrito
| Diputado                             | Grupo parlamentario | Legislatura     | Periodo     |
| ------------------------------------ | ------------------- | --------------- | ----------- |
| Vicente Rodríguez                    |                     | I               | 1857        |
| Vacante                              | Vacante             | II              | 1861 - 1863 |
| José María Lozano                    |                     | III             | 1863 - 1865 |
| Blas Balcárcel                       |                     | IV              | 1867 - 1868 |
| Vacante                              | Vacante             | V VI VII        | 1869 - 1875 |
| Ponciano Liceaga                     |                     | VIII            | 1875 - 1878 |
| José Palacios                        |                     | IX              | 1878 - 1880 |
| Vacante                              | Vacante             | X               | 1880 - 1882 |
| Luis Pombo                           |                     | XI              | 1882 - 1884 |
| Mariano Robles                       |                     | XII             | 1884 - 1886 |
| Francisco de Paula Castañeda         |                     | XIII            | 1886 - 1888 |
| Mariano Robles                       |                     | XIV             | 1888 - 1890 |
| Ramón Alcázar                        |                     | XV XVI          | 1890 - 1894 |
| Joaquín Chico                        |                     | XVII            | 1894 - 1896 |
| Manuel Carrillo Antillón             |                     | XVIII           | 1896 - 1898 |
| Indalecio Ojeda                      |                     | XIX XX XXI XXII | 1898 - 1906 |
| Vacante                              | Vacante             | XXIII           | 1906 - 1908 |
| Indalecio Ojeda                      |                     | XXIV XXV        | 1908 - 1912 |
| Enrique Bordes Mangel                |                     | XXVI            | 1912 - 1913 |
| Vicente M. Valtierra                 |                     | Constituyente   | 1916 - 1917 |
| Manuel G. Aranda                     | Izquierdista        | XXVII           | 1917 - 1918 |
| Carlos García                        |                     | XXVIII          | 1918 - 1920 |
| Nicolás Cano                         |                     | XXIX            | 1920 - 1922 |
| Jesús López Lira                     |                     | XXX             | 1922 - 1924 |
| Enrique Fernández Martínez           |                     | XXXI            | 1924 - 1926 |
| Enrique Bordes Mangel                |                     | XXXII           | 1926 - 1928 |
| Enrique Fernández Martínez           | PRG                 | XXXIII          | 1928 - 1930 |
| Federico Medrano Valdivia            |                     | XXXIV           | 1930 - 1932 |
| Melchor Ortega Camarena              |                     | XXXV            | 1932 - 1934 |
| Juan Manuel Carrillo                 |                     | XXXVI           | 1934 - 1937 |
| Celestino Gasca                      |                     | XXXVII          | 1937 - 1940 |
| Rafael Rionda                        |                     | XXXVIII         | 1940 - 1943 |
| Luis Madrazo Basauri                 |                     | XXXIX           | 1943 - 1946 |
| Luis Díaz Infante                    |                     | XL              | 1946 - 1949 |
| Juan José Torres Landa               |                     | XLI             | 1949 - 1952 |
| Herculano Hernández Delgado          |                     | XLII            | 1952 - 1955 |
| Enrique Mendoza Ortiz                |                     | XLIII           | 1955 - 1958 |
| Enrique Gómez Guerra                 |                     | XLIV            | 1958 - 1961 |
| Enrique Aranda Guedea                |                     | XLV             | 1961 - 1964 |
| Luis Manuel Aranda Torres            |                     | XLVI            | 1964 - 1967 |
| José Castillo Hernández              |                     | XLVII           | 1967 - 1970 |
| Antonio Hernández Ornelas            |                     | XLVIII          | 1970 - 1973 |
| Carlos Machiavelo Martín del Campo   |                     | XLIX            | 1973 - 1976 |
| Enrique Gomez Guerra                 |                     | L               | 1976 - 1979 |
| Rafael Hernández Ortiz               |                     | LI              | 1979 - 1982 |
| Carlos Machiavelo Marín              |                     | LII             | 1982 - 1985 |
| Franz Ignacio Espejel Muñoz          |                     | LIII            | 1985 - 1988 |
| Elías Villegas Torres                |                     | LIV             | 1988 - 1991 |
| Alejandro Gutiérrez de Velasco Ortiz |                     | LV              | 1991 - 1994 |
| Primo Quiroz Durán                   |                     | LVI             | 1994 - 1997 |
| Armando Rangel Hernández             |                     | LVII            | 1997 - 2000 |
| Luis Alberto Villarreal García       |                     | LVIII           | 2000 - 2002 |
| Renato Vega Alvarado                 | 2002 - 2003         | LVIII           |             |
| Armando Rangel                       |                     | LIX             | 2003 - 2006 |
| Martín Stefanonni Mazzocco           |                     | LX              | 2006 - 2009 |
| Juan Pascualli Gómez                 |                     | LXI             | 2009 - 2010 |
| Laura Viviana Agúndiz Pérez          | 2010 - 2012         | LXI             |             |
| Ricardo Villarreal García            |                     | LXII            | 2012 - 2015 |
| María Verónica Agundis Estrada       |                     | LXIII           | 2015 - 2018 |
| Ricardo Villarreal García            |                     | LXIV LXV        | 2018 -      |

## Resultados electorales

### 2021
|  | 31.70 % |

|  | 23.48 % |

|  | 15.87 % |

|  | 5.61 % |

|  | 4.77 % |

|  | 4.69 % |

|  | 3.25 % |

|  | 3.21 % |

|  | 2.51 % |

|  | 1.17 % |

|  | 3.67 % |

|  | 0.08 % |

|  | 100 % |

|  | 41.84 % |

### 2018
|  | 40.50 % |

|  | 10.43 % |

|  | 7.36 % |

|  | 4.49 % |

|  | 31.60 % |

|  | 0.09 % |

|  | 5.49 % |

|  | 100.00 % |

### 2009
| Elecciones federales de 2009 | Elecciones federales de 2009                   | Elecciones federales de 2009 | Elecciones federales de 2009         | Elecciones federales de 2009 | Elecciones federales de 2009 |
| Partido/Coalición            | Partido/Coalición                              | Candidato                    | Candidato                            | Votos                        | Porcentaje                   |
| ---------------------------- | ---------------------------------------------- | ---------------------------- | ------------------------------------ | ---------------------------- | ---------------------------- |
|                              | Partido Acción Nacional                        |                              | Juan Pascualli Gómez                 |                              |                              |
|                              | Partido Revolucionario Institucional           |                              | Ciro Duarte Pérez                    |                              |                              |
|                              | Partido de la Revolución Democrática           |                              | Martín Gerardo Rincón Gallardo Pavón |                              |                              |
|                              | Coalición Salvemos a México (PT, Convergencia) |                              | Rebeca Noriega Neri                  |                              |                              |
|                              | Partido Verde Ecologista de México             |                              | Víctor Hugo Toussaint Vidal          |                              |                              |
|                              | Partido Nueva Alianza                          |                              | Carlos Ramiro Tovar Larrea           |                              |                              |
|                              | Partido Socialdemócrata                        |                              | Enrique Alfonso Zarazua Gutiérrez    |                              |                              |